# 国木田収二
国木田 収二（くにきだ しゅうじ、1878年〈明治11年〉9月1日 - 1931年〈昭和6年〉3月4日）は、明治から大正にかけての新聞記者、ジャーナリスト。号は北斗（ほくと）。
小説家である国木田独歩の弟。

## 生涯
1878年9月1日、広島県に生まれた。東京専門学校を卒業した後に國民新聞社に入り、兄の独歩とともに徳富蘇峰門下の逸材と称された。蘇峰は、独歩よりも収二の方が大成すると期待していたといわれる。
日清戦争で独歩が従軍記者として現地に派遣された際に、収二宛の手紙を模して戦況報告を送った『愛弟通信』は、兄弟愛の美談として喧伝された。
1899年（明治32年）に南洋諸島へ視察旅行をした。その後、神戸新聞社に主筆兼編集部長として入社した。それから十数年後には読売新聞社の主筆を担当した。
晩年は新聞界からは退いて川崎造船所秘書課を勤め、1931年3月4日に死去した。享年54。

## ゆかりの建物
収ニが独歩とともに下宿していた坂本永年邸は、改修されて城下町佐伯国木田独歩館として公開されている。